# Majors Place (Nevada)
Majors Place es un área no incorporada ubicada en el condado de White Pine en el estado estadounidense de Nevada.

## Geografía
Majors Place se encuentra ubicado en las coordenadas 39°1′30″N 114°34′55″O / 39.02500, -114.58194.